# Meus Prêmios Nick 2002
O Meus Prêmios Nick 2002 é a terceira edição da premiação. Ocorreu em 28 de setembro daquele ano,no parque temático Hopi Hari. A premiação reuniu em sua divertida cerimônia mais de 15.000 crianças e familiares. O evento foi comandado pelo ator Márcio Garcia.

## Apresentações
- Sandy & Junior
- Twister
- Falamansa
- Supla

## Vencedores

### Animal favorito
- Cachorro

### Ator Favorito
- Fábio Assunção

### Atriz Favorita
- Giovanna Antonelli

### Atleta Favorito
- Kaká (Futebol)

### Banda do Ano
- Capital Inicial

### Cantor Favorito
- Junior Lima

### Cantora Favorita
- Sandy

### Desenho Favorito
- Ei Arnold!

### Gato do Ano
- Dado Dolabella

### Gata do Ano
- Deborah Secco

### Melhor dia do Ano
- 23/03

### Melhor Filme
- Homem-Aranha

### Música Favorita
- "Festa" - Ivete Sangalo

### Música Internacional favorita
- "Love Never Fails" - Sandy e Junior

### Programa de Televisão Favorito
- Malhação

### Vídeo Clipe Favorito
- O Amor Faz - Sandy e Junior